# 关文发
关文发（1931年6月—2016年2月23日），广东南海人。中华人民共和国历史学家。

## 生平
1954年，考入武汉大学历史系，1958年，毕业并留校任教。曾任武汉大学历史系主任、系学术委员会主席，武汉大学学术委员会委员，湖北省历史学会副理事长，湖北省社会科学联合会委员及学术委员。1980年，受教育部聘请，任普通高等学校招生全国统一考试历史学科命题组组长，后担任华南师范大学历史文化学院资深教授。1995年，与同仁合作，完成出版《明代政治制度研究》。2016年2月23日，关文发去世，享年86岁。